# 三宅半四郎
三宅 半四郎（みやけ はんじろう、生没年不詳）とは明治時代の東京の地本問屋。

## 来歴
伊勢屋と号す。明治年間に東京府日本橋区大伝馬町2丁目14番地において地本問屋を営業している。豊原国周、井上探景、歌川国利の錦絵を出版している。『浮世絵の基礎知識』は「みやけ はんしろう」と読む。

## 作品
- 豊原国周・井上探景 「赤坂仮皇居太政官真景」 大判3枚続 錦絵 明治18年（1885年）
- 豊原国周 「当世開花別品競」 大判 錦絵揃物 明治20年（1887年）
- 歌川国利 「第三回内国勧業博覧会会場一覧之図」 大判3枚続 錦絵 明治23年（1890年）
- 三宅半四郎 「源氏五十四帖双六」 双六絵 錦絵 明治33年（1900年） 早稲田大学図書館所蔵